# Metrosideros
Metrosideros is een geslacht uit de mirtefamilie (Myrtaceae). Het geslacht bestaat uit ongeveer zestig soorten bomen, heesters en klimplanten uit de Pacifisch gebied. De meeste boomsoorten uit dit geslacht zijn klein. Sommige daarentegen zijn groot, onder andere de soorten uit Nieuw-Zeeland. De geslachtsnaam is afgeleid van het Oudgriekse metra ("kernhout") en sideron, wat "ijzer" betekent. Bekende soorten uit dit geslacht zijn de pohutukawa (Metrosideros excelsa), de noordelijke rata (Metrosideros robusta) en de zuidelijke rata (Metrosideros umbellata) van Nieuw-Zeeland en de ohia lehua (Metrosideros polymorpha) van de Hawaïaanse eilanden. 

## Soorten
- Ondergeslacht Metrosideros
  - Metrosideros bartlettii J.W.Dawson
  - Metrosideros boninensis (Hayata ex Koidz.) Tuyama
  - Metrosideros cherrieri J.W.Dawson
  - Metrosideros collina (J.R.Forst. & G.Forst.) A.Gray
  - Metrosideros engleriana Schltr.
  - Metrosideros excelsa Sol. ex Gaertn.
  - Metrosideros gregoryi Christoph.
  - Metrosideros humboldtiana Guillaumin
  - Metrosideros kermadecensis W.R.B.Oliv.
  - Metrosideros macropus Hook. & Arn.
  - Metrosideros microphylla (Schltr.) J.W.Dawson
  - Metrosideros nervulosa C.Moore & F.Muell.
  - Metrosideros nitida Brongn. & Gris
  - Metrosideros ochrantha A.C.Sm.
  - Metrosideros oreomyrtus Däniker
  - Metrosideros polymorpha Gaudich.
  - Metrosideros punctata J.W.Dawson
  - Metrosideros robusta A.Cunn.
  - Metrosideros rugosa A.Gray
  - Metrosideros sclerocarpa J.W.Dawson
  - Metrosideros tremuloides (A.Heller) Rock
  - Metrosideros umbellata Cav.
  - Metrosideros waialealae (Rock) Rock

- Ondergeslacht Mearnsia
  - Metrosideros albiflora Sol. ex Gaertn.
  - Metrosideros angustifolia (L.) Sm.
  - Metrosideros brevistylis J.W.Dawson
  - Metrosideros cacuminum J.W.Dawson
  - Metrosideros carminea W.R.B.Oliv.
  - Metrosideros colensoi Hook.f.
  - Metrosideros cordata (C.T.White & W.D.Francis) J.W.Dawson
  - Metrosideros diffusa (G.Forst.) Sm.
  - Metrosideros dolichandra Schltr. ex Guillaumin
  - Metrosideros fulgens Sol. ex Gaertn.
  - Metrosideros halconensis (Merr.) J.W.Dawson
  - Metrosideros longipetiolata J.W.Dawson
  - Metrosideros operculata Labill.
  - Metrosideros ovata (C.T.White) J.W.Dawson
  - Metrosideros paniensis J.W.Dawson
  - Metrosideros parkinsonii Buchanan
  - Metrosideros patens J.W.Dawson
  - Metrosideros perforata (J.R.Forst. & G.Forst.) A.Rich.
  - Metrosideros porphyrea Schltr.
  - Metrosideros ramiflora Lauterb.
  - Metrosideros rotundifolia J.W.Dawson
  - Metrosideros salomonensis C.T.White
  - Metrosideros whitakeri J.W.Dawson
  - Metrosideros whiteana J.W.Dawson

### Overige soorten
- Metrosideros arfakensis Gibbs
- Metrosideros elegans (Montrouz.) Beauvis.
- Metrosideros laurifolia Brongn. & Gris
- Metrosideros parallelinervis C.T.White
- Metrosideros regelii F.Muell.
- Metrosideros stipularis (Hook. & Arn.) Hook.f.
- Metrosideros tabwemasanaensis Pillon
- Metrosideros tardiflora (J.W.Dawson) Pillon
- Metrosideros tetragyna J.W.Dawson
- Metrosideros tetrasticha Guillaumin
- Metrosideros vitiensis (A.Gray) Pillon

## Hybriden
- Metrosideros × subtomentosa Carse

... · 
M. albiflora · 
M. diffusa · 
M. excelsa (Pohutukawa) · 
M. fulgens · 
M. kermadecensis · 
M. perforata · 
M. polymorpha (Ohia lehua)
M. robusta (Noordelijke rata) · 
M. umbellata (Zuidelijke rata) · 
...
... · 
Acmena · 
Actinodium · 
Agonis · 
Allosyncarpia · 
Aluta · 
Angophora · 
Astartea · 
Astus · 
Babingtonia · 
Baeckea · 
Callistemom · 
Calytrix · 
Chamelaucium · 
Corymbia · 
Corynanthera · 
Cyathostemon · 
Darwinia · 
Enekbatus · 
Ericomyrtus · 
Eucalyptus (Eucalyptus) · 
Eugenia · 
Euryomyrtus · 
Feijoa · 
Homalocalyx · 
Homoranthus · 
Hypocalymma · 
Lamarchea · 
Leptospermum · 
Lophomyrtus · 
Malleostemon · 
Metrosideros · 
Micromyrtus · 
Myrceugenia · 
Myrciaria · 
Myrtus (Mirte) · 
Ochrosperma · 
Osbornia · 
Pileanthus · 
Pimenta · 
Psidium · 
Rinzia · 
Sannantha · 
Scholtzia · 
Syzygium · 
Thryptomene · 
Triplarina · 
Tristaniopsis · 
Verticordia · 
Waterhousea · 
Xanthostemon · 
...